# سرود ملی شیلی

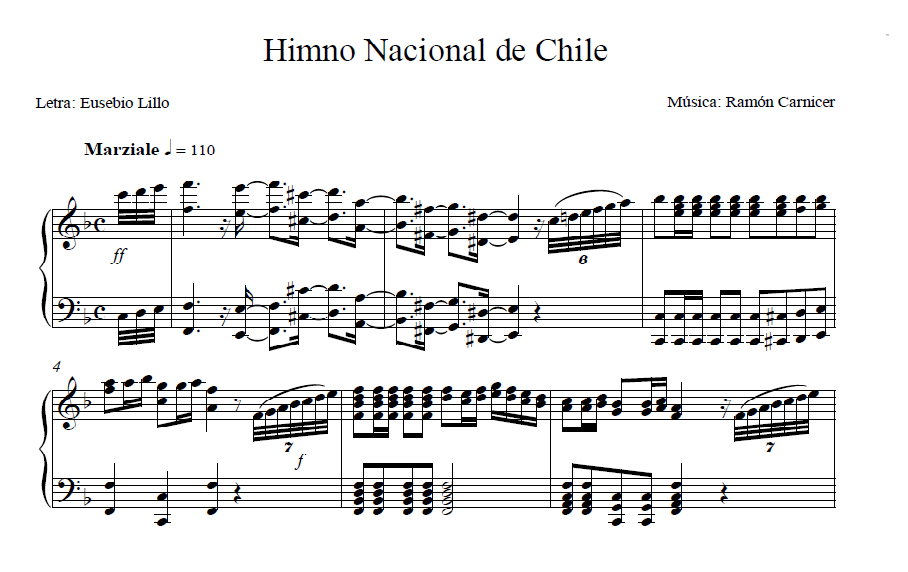

سرود ملی شیلی (اسپانیایی: Himno Nacional de Chile‎) ترانه ملی و رسمی کشور شیلی می‌باشد. این سرود، از دو متن و دو آهنگ تاریخی که با هم سه نسخه گوناگون را ساخته‌اند، تشکیل شده است.
نسخه اول، در سال ۱۸۱۹ میلادی، به درخواست دولت، از روی شعری از دکتر برناردو ورا و با آهنگسازی مانوئل روبلس ساخته و در ابتدای تئاتر دومینگو آرتگا به عنوان موسیقی ملی به اجرا درآمد. این نسخه تا سال ۱۸۲۸ میلادی به عنوان سرود ملی شیلی استفاده می‌شد.
نسخه دوم که بخش‌هایی از آن نسخه کنونی سرود ملی شیلی را تشکیل می‌دهد، از روی شعر خوزبیو لیلو با آهنگسازی رامون کارنیه، زمانی که به دلیل عقاید آزادی خواهانه در انگلستان، در تبعید بود، در شش بخش به همراه هم خوانی ساخته شده است. در دوران حکومت نظامی شیلی به رهبری آگوستو پینوشه، بخش سوم شعر که در تحسین نیروهای نظامی و انتظامی بود، به عنوان سرود ملی خوانده می‌شد، ولی از سال ۱۹۹۰ میلادی به بعد، تمام شعر به عنوان سرود ملی محسوب می‌شود، ولی معمولاً تنها بخش پنجم آن به همراه بخش همخوانی به عنوان سرود ملی خوانده می‌شود.

## متن سرود ملی شیلی، به همراه ترجمه
متن کامل سرود ملی شیلی بر اساس قانون اساسی شیلی (که تنها بخش پنجم آن به همراه همخوانی اجرا می‌شود) به شرح زیر است